# Leògores
Leògores (en llatí Leogoras, en grec antic Λεωγόρας), fill d'Andòcides, fou un polític atenenc. Era atacat pels poetes còmics, com ara Aristòfanes a Les vespes, per la seva extravagància i el seu viure luxós.
Va prendre part a la signatura de la pau entre Atenes i Esparta probablement l'any 445 aC. El 415 aC va ser arrestat acusat de ser un dels participants en les mutilacions d'Hermes en l'escàndol religiós conegut com les Hermocòpides, acusació que li va dirigir suposadament el seu propi fill Andòcides l'orador segons diu Plutarc. Més tard aquest va salvar el seu pare quan va convèncer les autoritats de què Leògores podia donar informació important. Llavors va revelar els noms d'una gran quantitat de persones que va acusar de crims diversos, i a canvi el van deixar lliure. Andòcides va negar més tard tota la història, segons Tucídides.